# Cantón Bolívar (Manabí)
Bolívar es un cantón ubicado en la parte centro noreste de la provincia de Manabí, Ecuador. Limita al este con el cantón Pichincha, al sur con los cantones Portoviejo y Junín, al norte con los cantones Tosagua y Chone. Su extensión es de aproximadamente 600 km² .
Políticamente se divide en una parroquia urbana Calceta, ciudad que a la vez es su cabecera cantonal y dos parroquias rurales: Quiroga y Membrillo.
La economía del cantón Bolívar se basa principalmente en la ganadería, agricultura, pesca en la Represa La Esperanza y economía de servicios en Calceta.
Gracias a la implementación en los últimos años del Sistema de Riego Carrizal Chone, se han abierto grandes expectativas de desarrollo agrícola en la parte baja del cantón y en toda la zona colindante de los cantones Tosagua, Junín y Chone que forman parte del valle de los ríos Carrizal y Chone.
La población del cantón, según el Censo 2022 de Población y Vivienda, es de 41.827. La cabecera cantonal (Calceta) cuenta con 20 011 habitantes.
La parroquia de Calceta cuenta con una universidad pública conocida como ESPAM MFL y colegios como la Unidad Educativa 13 de Octubre, Unidad Educativa Técnico Mercedes y el Colegio Técnico Monserrate Álava de González. También cuenta con Bancos y Cooperativas de Ahorro y Crédito. En la parroquia de Quiroga se encuentra el colegio Wilfrido Loor Moreira. La fiesta de cantonización es el 13 de octubre y las fiestas patronales de Calceta son el 28 de agosto.

## Historia

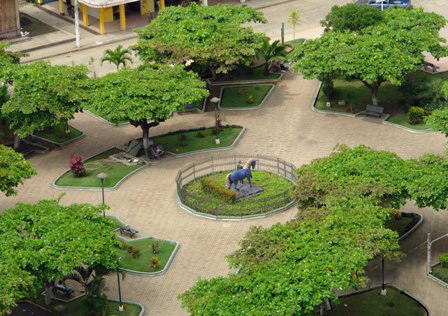
Parque Central Abdón Calderón -Calceta.

Hay indicios que una tribu tsáchila fue expulsada por los colonos mestizos que llegaron a fines del siglo XVII al sector de La Pavita perteneciente a la parroquia Quiroga. A raíz de periódicas sequías en el valle del río Portoviejo y en toda la parte central de Manabí, hubo oleadas de campesinos desplazados y que se sintieron atraídos por las tierras fértiles del valle del río Carrizal. A medida que las tierras más aptas iban escaseando, los recién llegados se adentraban a la montaña. Con el pasar de los años Calceta fue desarrollándose como eje comercial de la economía básicamente agrícola y extractiva. Los principales productos que se daban en esos años fueron la madera, balsa, tagua, palma real, cacao y café. 
En 1873 se creó la parroquia Calceta adscrita al cantón Rocafuerte, y en octubre de 1913 se la elevó a la categoría de cantón. En la primera mitad del siglo XX Calceta era paso en la línea del ferrocarril que saliendo de Bahía de Caráquez llegaría hasta Quito, pero que apenas avanzó hasta Chone. A partir de 1970 ve mejorar su infraestructura urbana con la pavimentación urbana y el saneamiento ambiental. En 1995 se inaugura la Represa la Esperanza (450 millones de m³) e inunda tierras fértiles y deja incomunicada grandes sectores de la parte alta del cantón. Con las últimas administraciones municipales se ha tratado de paliar en algo estos problemas.

## Organización Territorial

### Parroquia Urbana
- Calceta

### Parroquias Rurales
- Membrillo
- Quiroga